# Валповштина
Валповштина (хорв. Valpovština) — историко-географическая область на востоке Хорватии, расположенная в регионе под названием Славония. Границы Валповштины соответствуют границам города Валпово и его близлежащих окрестностей. В состав Валповштины, помимо Валпово, являющегося её региональным центром, также входят находящиеся в его окрестностях населённые пункты, вроде Зельчина, Харкановцев и Ладимиревцов.

## История
Согласно археологическим исследованиям 2010-х годов, территория Валповштины была заселена ещё в доисторические времена, о чём свидетельствуют обнаруженные в её пределах керамические изделия и инструменты из камня.
В средние века Валповштина представляла из себя множество разрозненных поместий, постоянно переходивших из собственности одного дворянского рода в руки другого, вследствие чего росло недовольство работавших на Валповштинских угодьях крепостных крестьян, поднявших в связи с этим крестьянское восстание в середине XVI века.